# Osudová přitažlivost
Osudová přitažlivost je americký psychologický thriller z roku 1987 režiséra Adriana Lyna. V hlavních rolích účinkují Michael Douglas a Glenn Close. Děj filmu se odehrává na Manhattanu, kde ženatý můž má víkendový vztah se ženou, která jej odmítá ukončit a stane se mužem posedlá.
Film byl komerčně úspěšný, celosvětově utržil 320 mil. amerických dolarů a byl tak filmem s nejvyššími tržbami v roce 1987. Dobová kritika přijala film pozitivně. Byl nominován na šest Oscarů, žádnou z nominací však neproměnil.